# Macleay Park
Macleay Park är en park i Australien. Den ligger i kommunen Boroondara och delstaten Victoria, nära delstatshuvudstaden Melbourne. Macleay Park ligger 49 meter över havet.
Runt Macleay Park är det mycket tätbefolkat, med 2 261 invånare per kvadratkilometer.. Närmaste större samhälle är Melbourne, nära Macleay Park. 
Runt Macleay Park är det i huvudsak tätbebyggt. Genomsnittlig årsnederbörd är 1 244 millimeter. Den regnigaste månaden är juli, med i genomsnitt 140 mm nederbörd, och den torraste är januari, med 49 mm nederbörd.